# Інчоунське сільське поселення
Інчоунське сільське поселення (рос. Инчоунское сельское поселение) — муніципальне утворення в складі Чукотського району Чукотського автономного округу Російської Федерації. Адміністративний центр — село Інчоун. Станом на 1 січня 2009 року на території сільського поселення проживало 398 осіб.